# Liste der Baudenkmäler in Unterhaching
Auf dieser Seite sind die Baudenkmäler in der oberbayerischen Gemeinde Unterhaching zusammengestellt. Diese Tabelle ist eine Teilliste der Liste der Baudenkmäler in Bayern. Grundlage ist die Bayerische Denkmalliste, die auf Basis des Bayerischen Denkmalschutzgesetzes vom 1. Oktober 1973 erstmals erstellt wurde und seither durch das Bayerische Landesamt für Denkmalpflege geführt wird. Die folgenden Angaben ersetzen nicht die rechtsverbindliche Auskunft der Denkmalschutzbehörde.
 Die Liste gibt den Fortschreibungsstand vom 3. Oktober 2019 wieder und umfasst neun Baudenkmäler.

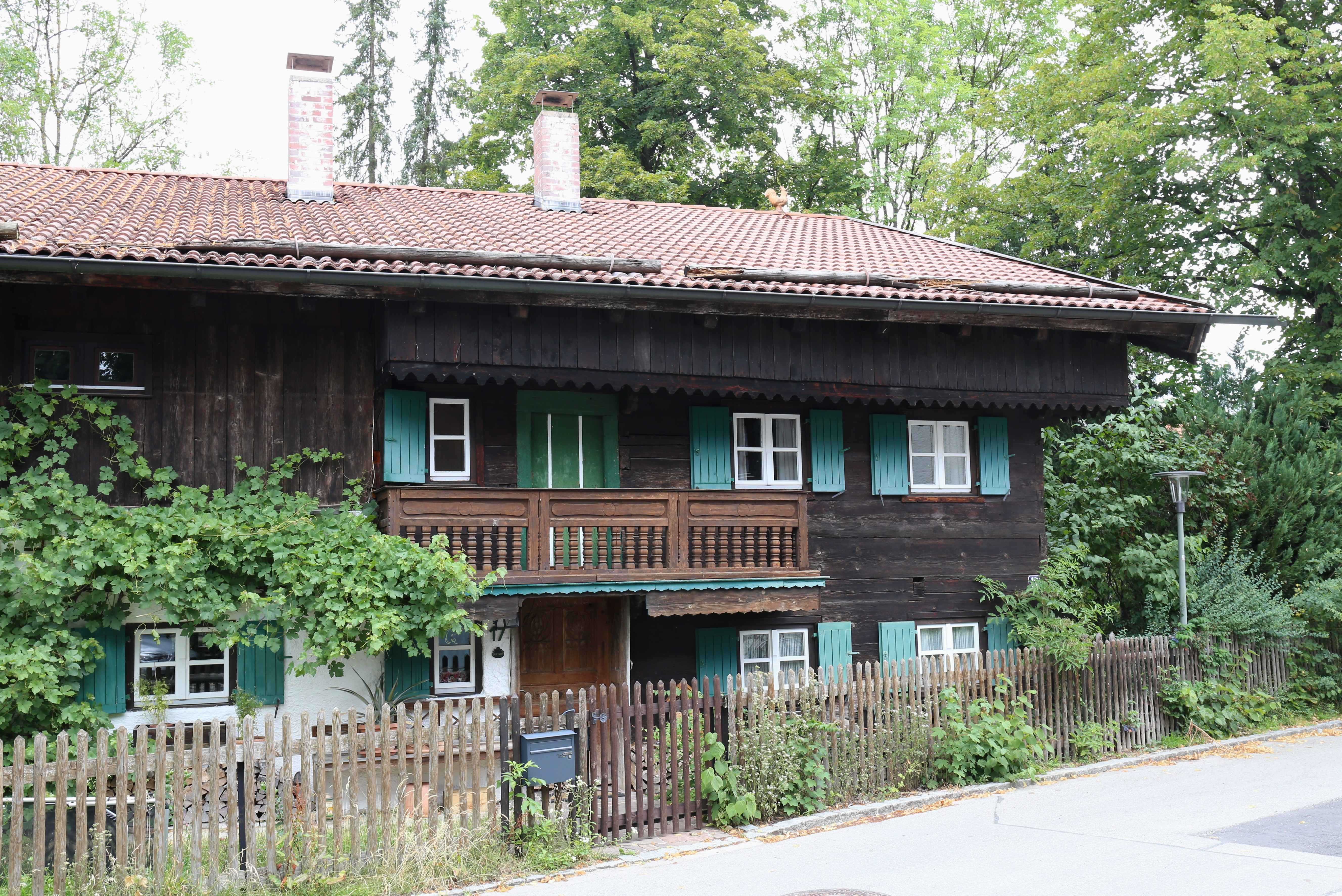
„Beim Bauernschmied“ in Unterhaching

## Baudenkmäler
| Lage                                     | Objekt                                                           | Beschreibung | Akten-Nr.     | Bild           |
| ---------------------------------------- | ---------------------------------------------------------------- | --- | ------------- | -------------- |
| Biberger Straße 3 (Standort)             | Künstlervilla                                                    | Zweigeschossiger Satteldachbau mit reich gegliederten Fassaden im Jugendstil und großen Rundbogenfenstern in den Giebelfeldern, bezeichnet mit „1903“ | D-1-84-148-1  | weitere Bilder |
| Bürgermeister-Prenn-Straße 2 (Standort)  | Wohnhaus und ehemalige Krämerei, sogenannt Beim Hofglaser        | Zweigeschossiger verputzter Satteldachbau, zum Teil in Blockbauweise, 18. Jahrhundert | D-1-84-148-2  | weitere Bilder |
| Bürgermeister-Prenn-Straße 17 (Standort) | Ehemalige Schmiede und Einfirsthof, sogenannt Beim Bauernschmied | Zweigeschossiges Mittertennhaus mit verbrettertem Giebel, Wohnteil in Blockbauweise, 18. Jahrhundert | D-1-84-148-3  | weitere Bilder |
| Friedensplatz (Standort)                 | Kriegerdenkmal                                                   | Stele mit auslaufenden und stilisierten Eckstützen und bronzener Patrona Bavariae, aus Muschelkalk, nach Entwurf von Constantin Frick, 1925. | D-1-84-148-10 | weitere Bilder |
| Friedensplatz 1 (Standort)               | Katholische Pfarrkirche St. Korbinian, ehemalige Marienkirche    | Spätgotische Chorturmkirche mit angefügtem Saalbau und Sakristei, um 1300 erbaut und Langhaus um 1460 verlängert, 1615 Umgestaltung des Innenraums mit Ausstattung Aufgelassener Friedhof Friedhofsmauer, wohl spätmittelalterlich, nördlicher Teil um 1965 in veränderter Lage neu errichtet | D-1-84-148-8  | weitere Bilder |
| Hauptstraße 6 (Standort)                 | Bahnhof Unterhaching                                             | Zweigeschossiges Empfangsgebäude aus Backstein mit Hausteinornamentik, Holzdekor und geschlossener eingeschossiger Wartehalle, 1901 | D-1-84-148-4  | weitere Bilder |
| Hauptstraße 8 (Standort)                 | Ehemalige Bahnhofsgaststätte                                     | Freistehender zweigeschossiger Neurenaissancebau mit Mansardwalmdach und reicher Putzgliederung, um 1900 | D-1-84-148-5  | weitere Bilder |
| Münchner Straße 12 (Standort)            | Villa Franziska                                                  | Malerischer Gruppenbau mit Turm- und Erkerausbauten, großer Hausmadonna und Wandmalereien im Jugend- und Heimatstil, um 1900 | D-1-84-148-7  | weitere Bilder |
| Von-Stauffenberg-Straße (Standort)       | Bildstock (Pestsäule)                                            | Pfeiler aus Tuffstein mit erneuerten Bildnissen, 16. Jahrhundert; ehemals nördlich des Ortes beim Glonneranger, 1968 um einige Meter versetzt | D-1-84-148-9  | weitere Bilder |

## Abgegangene Baudenkmäler
In diesem Abschnitt sind Objekte aufgeführt, die früher einmal in der Denkmalliste eingetragen waren, jetzt aber nicht mehr existieren, z. B. weil sie abgebrochen wurden. Aktennummern in diesem Abschnitt sind ehemalige, jetzt nicht mehr gültige Aktennummern. 

| Lage                      | Objekt                                | Beschreibung | Akten-Nr.    | Bild           |
| ------------------------- | ------------------------------------- | --- | ------------ | -------------- |
| Hauptstraße 85 (Standort) | Bauernhaus, sogenannt Beim Straßmaier | Einfirstanlage, Wohnteil als zweigeschossiger Blockbau, am Wirtschaftsteil Bundwerk, zweite Hälfte 18. Jahrhundert (im Sommer 2010 abgebrochen, später an gleicher Stelle Neubauten errichtet) | D-1-84-148-6 | weitere Bilder |